# Bisdom San Marino-Montefeltro
Het bisdom San Marino-Montefeltro (Latijn: Dioecesis Sammarinensis-Feretrana; Italiaans: Diocesi di San Marino-Montefeltro) is een in Italië en San Marino gelegen rooms-katholiek bisdom met zetel in de stad Pennabilli. Het bisdom behoort tot de kerkprovincie Ravenna-Cervia, en is samen met de bisdommen Cesena-Sarsina, Forlì-Bertinoro en Rimini suffragaan aan het aartsbisdom Ravenna-Cervia.

## Geschiedenis
Het bisdom Montefeltro werd in de 9e eeuw opgericht. Het was suffragaan aan Ravenna. In 1154 werd het bisdom als immediatum onder direct gezag van de Heilige Stoel geplaatst. Op 4 juni 1563 werd het bisdom Montefeltro suffragaan aan het aartsbisdom Urbino. Paus Gregorius XIII verplaatste op 25 mei 1572 met de apostolische constitutie Aequum reputamus de zetel van het bisdom van San Leo naar Pennabilli. Op 22 februari 1977 werd de naam van het bisdom vernaderd in San Marino-Montefeltro en weer suffragaan aan Ravenna.

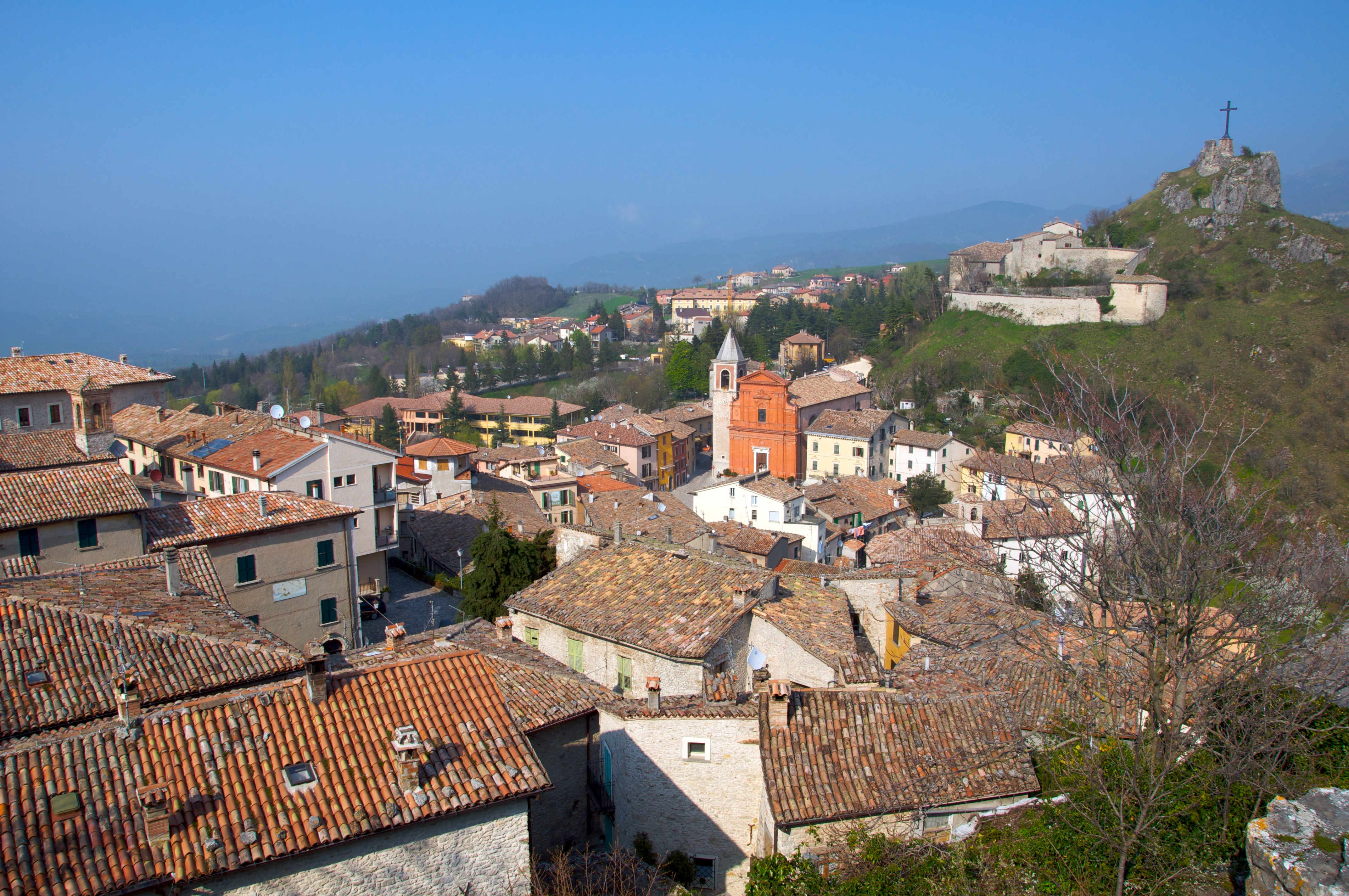
Kathedraal van Pennabilli
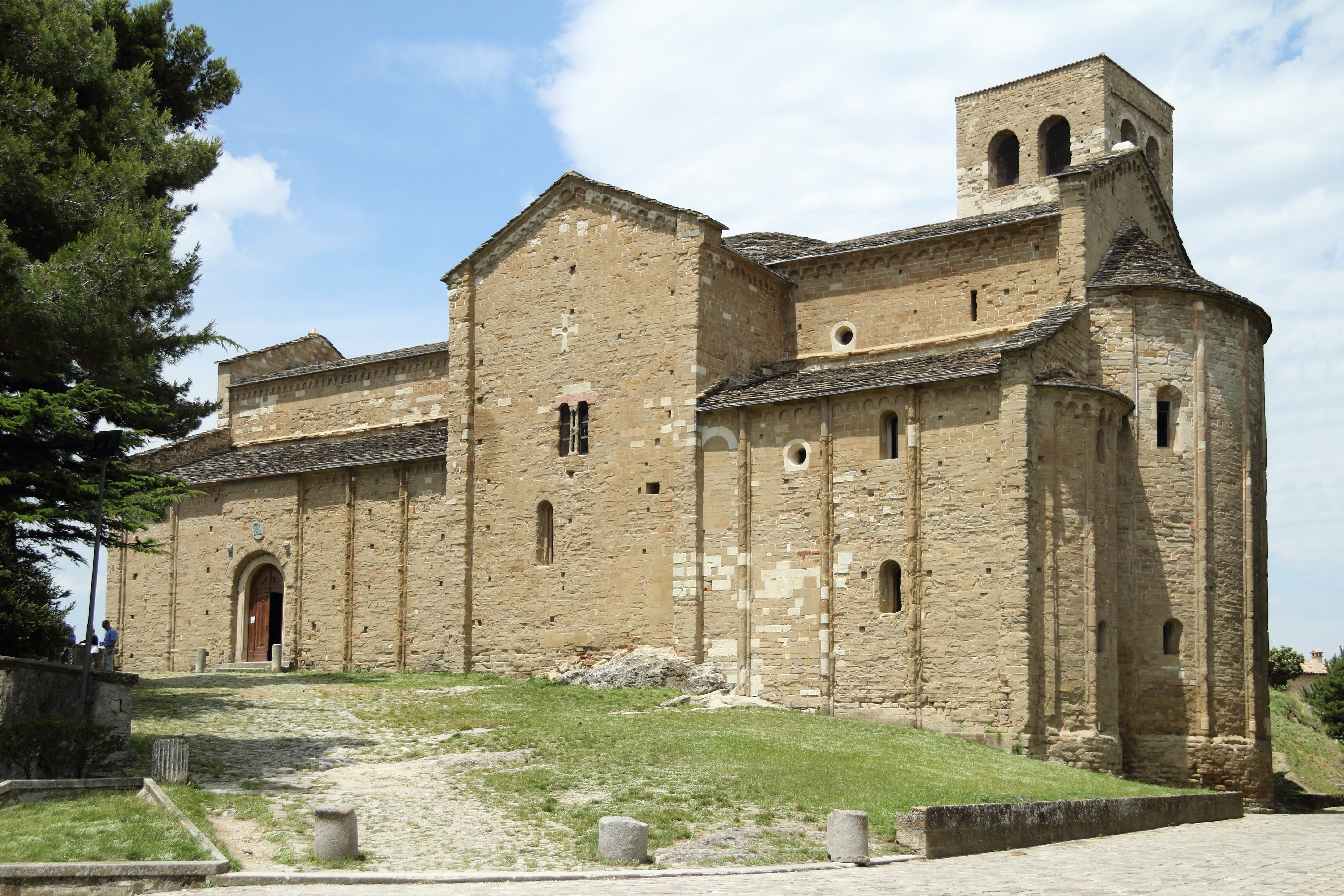
Cokathedraal van San Leo
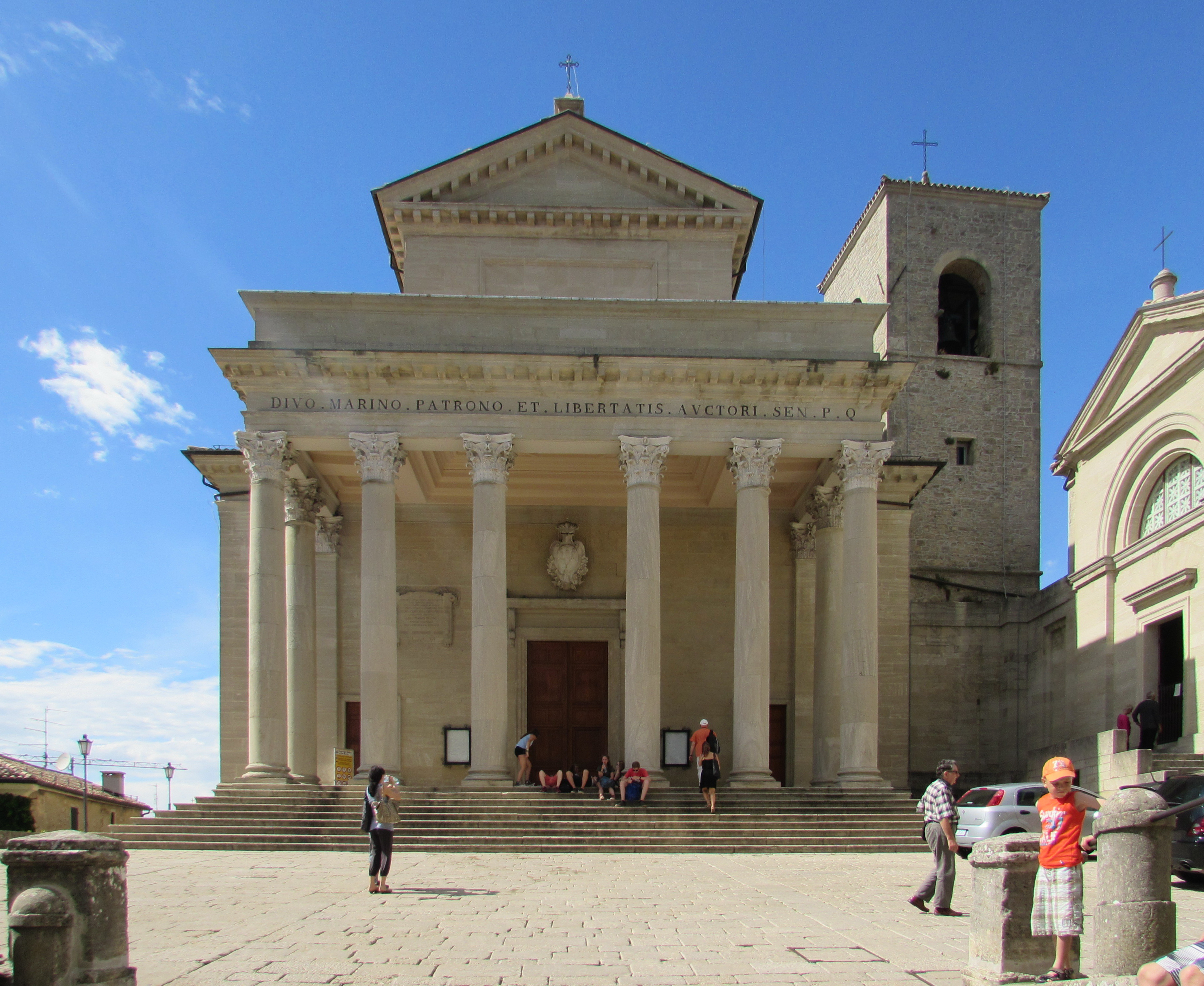
Cokathedraal van San Marino